# Église Saint-Jean-Baptiste de Mauchamps
L'église Saint-Jean-Baptiste de Mauchamps est une église paroissiale catholique, dédiée à saint Jean Baptiste, située dans la commune française de Mauchamps et le département de l'Essonne.

## Historique
La date de construction de l'église est inconnue.
La nef est bâtie au XVe siècle et le clocher au milieu du XVIIe siècle, des restaurations sont entreprises au XVIIIe siècle avec en particulier l'installation de boiseries.
Depuis un arrêté du 8 juin 1926, l'église est inscrite au titre des monuments historiques.
L'édifice est restauré dans les années 1980.

## Pour approfondir